# Jüdische Gemeinde Épinal

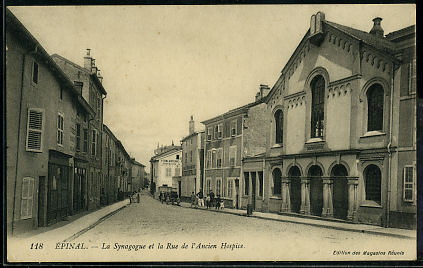
Die zerstörte Synagoge

Eine Jüdische Gemeinde in Épinal, einer französischen Stadt im Département Vosges in Lothringen, bestand seit dem 18. Jahrhundert.

## Geschichte
Im Jahr 1886 lebten 350 jüdische Bürger in Épinal und um 1900 bereits 390. Während der deutschen Besatzung im Zweiten Weltkrieg wurden die meisten jüdischen Bürger deportiert und ermordet.
Das Rabbinat von Épinal erstreckte sich über den größten Teil des Départements des Vosges. Der kleinere Teil gehörte seit 1874 zum Rabbinat Remiremont. Der Rabbiner von Épinal Moïse Durkheim (1806–1896) war der Vater von Émile Durkheim, dem  Begründer der Soziologie.
Die Familien Kahn und Lang besaßen die Textilfabrik Grands Sables, ein wichtiger Wirtschaftsfaktor in Épinal.

## Synagoge

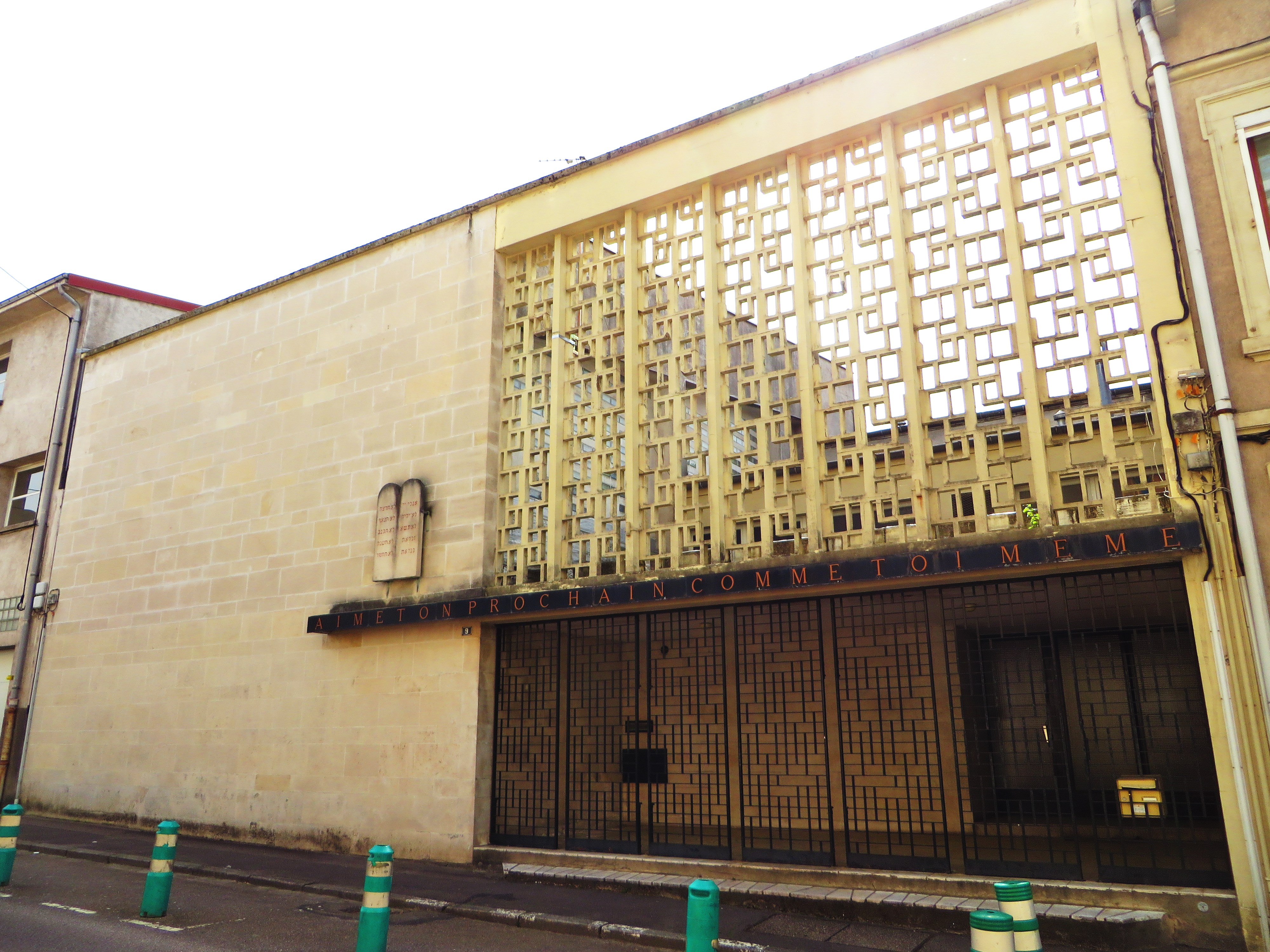
Die neue Synagoge in Épinal

Die Alte Synagoge von Épinal, erbaut 1863, wurde 1940 zerstört. 1952 wurde die Neue Synagoge erbaut, die heute noch der jüdischen Gemeinde zum Gottesdienst dient.

## Friedhof
Der große jüdische Friedhof in Épinal befindet sich in der Rue Saint-Michel. Dort wurde ein Denkmal für die Opfer des Holocaust errichtet.